# 阿古斯丁一世 (墨西哥)
阿古斯丁·科斯梅·达米安·德·伊图尔维德-阿蘭布鲁（西班牙語：Agustín Cosme Damián de Iturbide y Arámburu，西班牙語發音：[aɣusˈtin ðe ituɾˈβiðe]；1783年9月27日—1824年7月19日），1822年宣布墨西哥第一帝国的成立，成为墨西哥皇帝，称阿古斯丁一世（Agustín I）。

## 家族
伊图尔维德家族是西班牙贵族，发源于纳瓦拉王国。1440年马丁·德·伊图尔维德被阿拉贡国王胡安二世冊封为贵族。中世纪时伊图尔维德家族一直是巴斯克地区的行政官。
马丁的一个后代何塞·华金（José Joaquín）于1763年来到西班牙在美洲的殖民地新西班牙，于1766年定居巴利亚多利德。1772年娶出生在新西班牙的西班牙人后裔玛丽亚·何塞法·德·阿兰布鲁-卡里略·德·菲格罗阿（Dona María Josefa de Arámburu y Carrillo de Figueroa）为第二任妻子。

## 生平
阿古斯丁·德·伊图尔维德1783年生于新西班牙的巴利亚多利德（今莫雷利亚），在圣-尼古拉学院完成学业，并参加了西班牙殖民军，1810年升为少尉。
1820年12月，被新西班牙总督胡安·奥多诺胡（Juan O'Donoju）提升为将军并任命为南方战区总指挥，征伐比森特·格雷罗领导的起义军，屡遭挫败。这时阿古斯丁与文森特·格雷罗开始谈判，并对墨西哥的独立事业产生同情，最终于1820年带亲信加入起义军。
1821年2月，两人宣布了“伊瓜拉计划”，提出建立獨立的君主立憲制墨西哥的主张，尊天主教為國教，促進國內一切階層團結等三項主張，並建議與起義軍聯合。他们成功地联合了墨西哥的所有起义军，伊圖爾維德同農民起義軍領袖比森特·格雷罗達成共同反擊殖民軍協議。阿古斯丁·德·伊图尔维德任联军总指挥。3月14日殖民當局宣布伊圖爾維德為背叛者並派軍隊征討。
1821年6月起义军占领巴利亚多利德和克雷塔罗。8月24日阿古斯丁·德·伊图尔维德与新西班牙總督胡安·奥多诺胡签订科尔多瓦协定，墨西哥赢得独立。9月，阿古斯丁进入墨西哥城，宣布独立，他成为了新成立的政府的首脑，他指定人選成立議會，宣布他為終身上將和攝政者。但西班牙殖民者的撤退将大量财富带回西班牙，新成立的墨西哥濒临破产。

### 稱帝
阿古斯丁·德·伊图尔维德想要欧洲王室提供一名王子作为新成立的墨西哥的国家元首，在墨西哥实施君主制。但没有欧洲王室愿意这样做。于是他的亲信们说服他效仿拿破仑一世自称皇帝。1822年5月19日国会宣布墨西哥为帝国，他成为皇帝阿古斯丁一世。
阿古斯丁建立了独裁政府，掌握了军政大权，并将反对者投入监狱，反对派很快增长起来。同年11月，安東尼奧·羅培茲·德·聖安納將軍在韦拉克鲁斯发表文告，反对君主制，主张恢復共和国，興師討伐伊圖爾維德。接著，格雷羅也再次起義。1823年3月19日，阿古斯丁被迫退位，流亡意大利和英国。

### 死亡
1824年6月底，他秘密潜回墨西哥企图东山再起。7月14日被捕，19日被枪决。1838年被安葬在墨西哥城圣母升天总主教座堂。
墨西哥的保守派把他視作墨西哥獨立運動的偉大英雄。总统安纳斯塔西奥·布斯塔曼特授予他“国家解放者”的称号。

## 子女
1805年2月27日，阿古斯丁与西班牙贵族后裔安娜·玛丽亚·何塞法·拉莫娜·德瓦尔特-穆尼斯（Ana María Josefa Ramona de Huarte y Muñiz）结婚，婚后有六子五女：
- 长子，堂·阿古斯丁·赫罗尼莫（Don Agustin Jerõnimo，1807年9月30日-1866年12月11日），墨西哥皇储，有一女赫苏萨，秘鲁总统夫人。
- 长女，萨维娜（Doña Sabina，1809年-1871年7月15日）
- 次女，胡安娜·玛丽亚（Doña Juana María，1811年-1828年）
- 三女，约瑟法（Doña Josefa，1814年-1891年），伊图尔维德亲王堂·阿古斯丁的监护人。
- 次子，安赫尔（Don Angel，1816年10月2日-1872年7月21日），伊图尔维德亲王阿古斯丁的父亲。
- 四女，玛丽亚·伊西斯（Doña María Isis，1818年-1849年）
- 三子，赫苏斯（Don Jesus，？-1841年）
- 五女，玛丽亚·德洛斯多洛雷斯（Doña María de los Dolores，1819年-1820年）
- 四子，萨尔瓦多（Don Salvador，1820年-1856年），1848年与罗萨里奥·德·马桑—吉萨索拉（Doña Rosario de Marzàn y Guisasola）结婚，一子萨尔瓦多，伊图尔维德亲王；一女约瑟法。
- 五子，费利佩·安德烈斯·玛丽亚·瓜达卢佩（Don Felipe Andrés María Guadalupe，1822年-1853年）
- 六子，阿古斯丁·科斯姆（Agustín Cosme，1824年-1873年）